# Angern (Gemeinde Krems)
Angern (auch Angern an der Donau) ist eine Ortschaft und eine Katastralgemeinde der Statutargemeinde Krems an der Donau in Niederösterreich. Die Ortschaft hat 179 Einwohner (Stand 1. Jänner 2024).

## Geografie
Der Ort befindet sich am rechten Ufer der Donau längs der Landesstraße L114. Nördlich am Ort floss früher der Fladnitzbach vorbei; Im Zuge der Errichtung des Donaukraftwerks Altenwörth wurde seine Mündung verlegt, womit das ehemalige Bachbett nun ein Altarm ist. Zur Katastralgemeinde zählt auch die Streusiedlung Am Glockenberg.

## Geschichte
Im Jahr 1822 wurde der Ort als Dorf mit 24 Häusern genannt, das nach Brunnkirchen eingepfarrt war, wohin auch die Kinder eingeschult wurden. Die Herrschaft Göttweig besaß die Ortsobrigkeit, übte die Landgerichtsbarkeit aus und besorgte die Konskription. Laut Adressbuch von Österreich waren im Jahr 1938 in Angern ein Gastwirt, zwei Gemischtwarenhändler, zwei Schuster, ein Tischler und ein Wagner ansässig. Bis zur Eingemeindung nach Krems bildete der Ort eine eigene Ortsgemeinde.

## Sehenswürdigkeiten

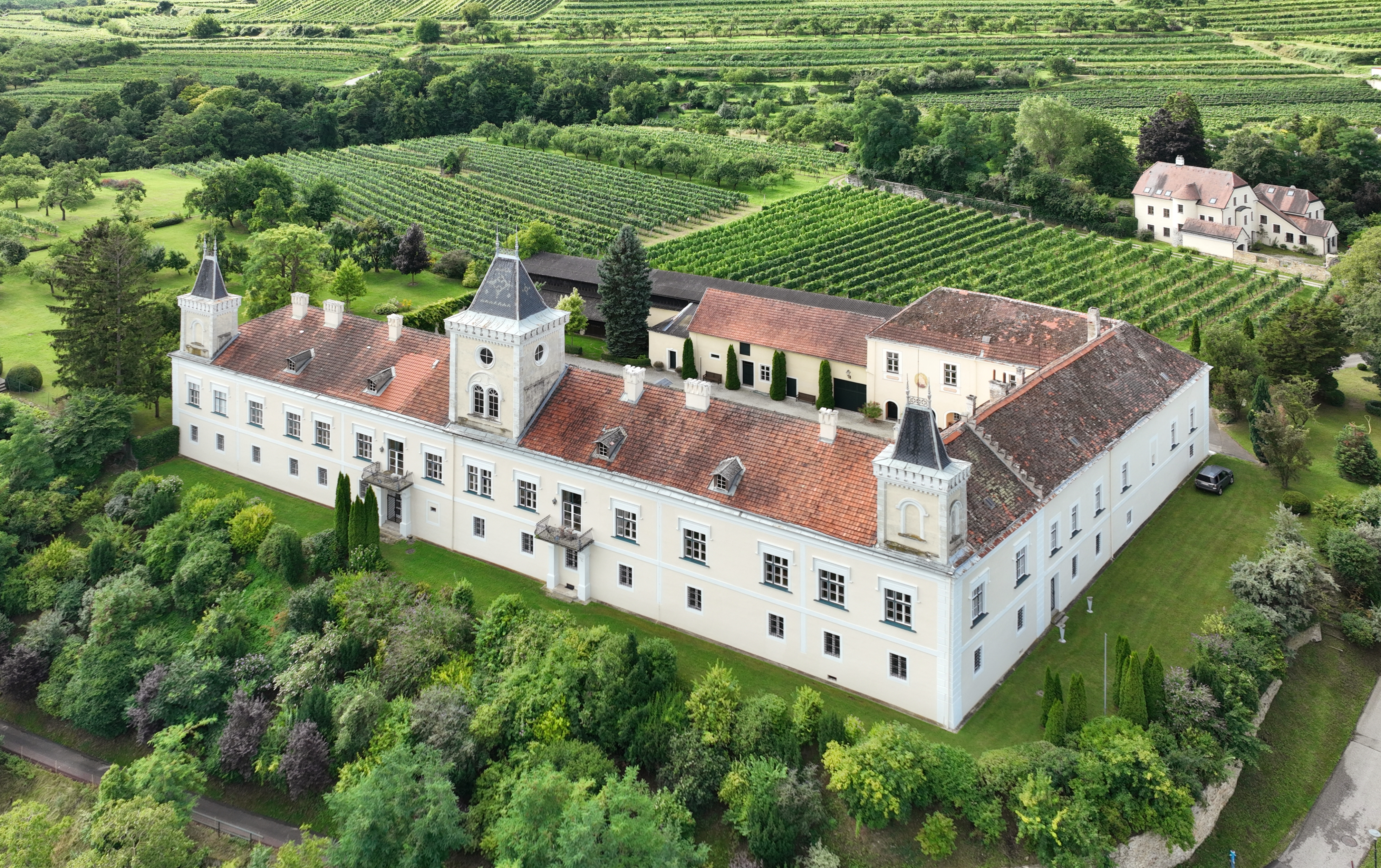
Schloss Wolfsberg

- Schloss Wolfsberg, Gutshof, später Renaissanceschloss, im 17. und 19. Jahrhundert umgestaltet